# Ashby (Massachusetts)
Ashby – miasto w Stanach Zjednoczonych, w stanie Massachusetts, w hrabstwie Middlesex.